# Menorcas flygplats
Menorcas flygplats (IATA: MAH, ICAO: LEMH) är en flygplats på den spanska ön Menorca.